# Slotsholmskanalen
Slotsholmskanalen är en kanal i centrala Köpenhamn i Danmark. Den ligger i förlängningen av Frederiksholms Kanal och skiljer Slotsholmen från fastlandet.

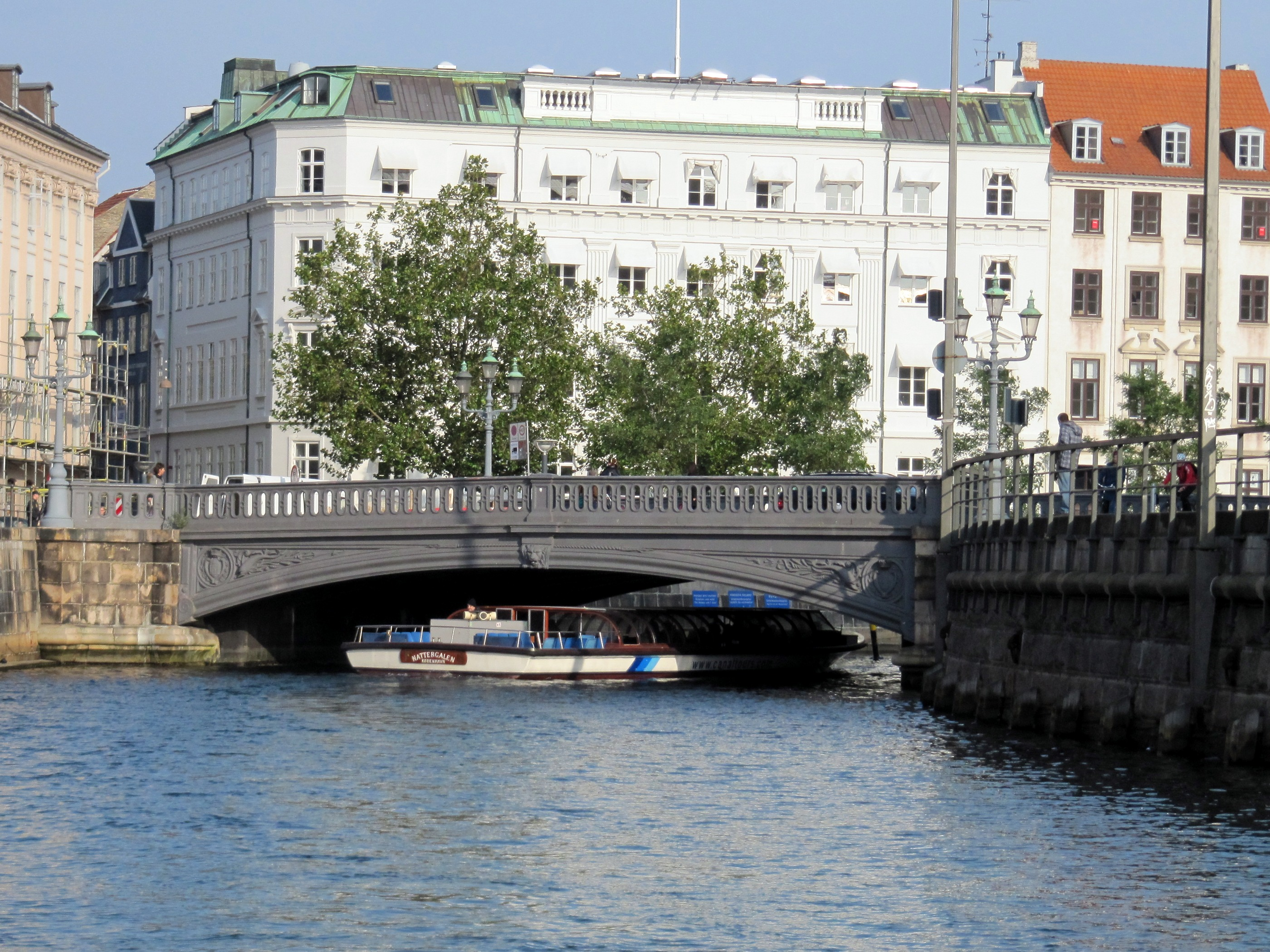
Højbro.

Kanalen börjar vid bron Stormbroen och korsas av ytterligare fyra broar: Højbro, Holmens Bro, Børsbroen och Christian IV's Bro. Metrostationen Gammel Strand ligger delvis under Slotsholmskanalen.